# Ho Feng Shan
Dans ce nom chinois, le nom de famille, Ho, précède le nom personnel.
Ho Feng Shan (chinois traditionnel : 何鳳山 ; chinois simplifié : 何凤山 ; pinyin : Hé Fèngshān, quelquefois transcrit He Fengshan ou encore Feng Chan Ho en français), né à Yiyang, dans le Hunan, le 1er septembre 1901 (quelques sources donnent 1904), mort à San Francisco le 28 septembre 1997, est un diplomate chinois qui sauva des centaines, voire sans doute des milliers, de Juifs durant les premières années de la Seconde Guerre mondiale. 
En poste à Vienne en Autriche, au consulat de la République de Chine (1912-1949), il accorda à titre humanitaire des milliers de visas à des Juifs autrichiens, allemands et d'autres pays européens, leur permettant ainsi de fuir la persécution nazie. Nommé « Juste parmi les nations » à titre posthume en 2001, il est connu comme le « Schindler chinois ».

## Jeunesse et études
Feng Shan (littéralement « le phénix de la montagne ») a sept ans lorsque son père meurt. Sa mère, Yala, convertie au christianisme par la mission luthérienne norvégienne, est secourue par celle-ci et il devient élève à l'école de la mission. Assidu et travailleur, il réussit à intégrer le centre universitaire Yali, fondé et géré par l'association Yale-in-China à Changsha, capitale du Hunan. En 1926, il gagne l'université Louis-et-Maximilien de Munich et y obtient, en 1932, un doctorat en économie politique (avec mention très bien).

## Activités durant la Seconde Guerre mondiale
En 1935, Ho entama une carrière diplomatique sous l'égide du ministère des Affaires étrangères de la république de Chine. Sa première affectation fut en Turquie puis, en raison de sa maîtrise de la langue allemande, il fut nommé premier secrétaire de la légation chinoise à Vienne en 1937. Quand l'Autriche fut annexée par l'Allemagne nazie en 1938 et que la légation devint consulat, il occupa le poste de consul général.
Après le pogrom de la nuit de Cristal en novembre 1938, la situation devint rapidement intenable pour les quelque 200 000 Autrichiens de confession juive. La seule façon pour eux d'échapper au nazisme était de fuir l'Europe mais pour cela il leur fallait fournir un visa délivré par un pays étranger et un billet de bateau. Cela était d'autant plus difficile qu'à la conférence d'Évian de 1938, 31 pays sur 32 avaient refusé de prendre des immigrants juifs. Le seul pays ayant donné son accord était la République dominicaine, qui acceptait d'en accueillir 100 000. Prenant le contrepied des ordres de son supérieur (Chen Jie (陳介), l'ambassadeur de Chine à Berlin), Ho, mû par des raisons humanitaires et son rejet des Nazis, se mit à délivrer des visas pour Shanghaï, dont une partie était encore à l'époque sous la tutelle de la République de Chine. Dans les trois mois qui suivirent sa nomination en tant que consul général, Ho délivra 1 200 visas.
À l'époque, il n'était pas nécessaire d'avoir un visa pour aller à Shanghaï, ville portuaire ouverte où il n'y avait pas de contrôle de l'immigration, mais grâce aux visas de Ho, les Juifs pouvaient quitter l'Autriche. Nombre de familles partirent à Shanghaï pour ensuite gagner Hong Kong et l'Australie. D'autres purent obtenir un visa de transit et fuir aux États-Unis, en Palestine et aux Philippines, entre autres destinations. Ho continua à délivrer ces visas jusqu'à ce qu'il reçoive l'ordre de rentrer en Chine en mai 1940. On ne connaît pas le nombre exact de visas qu'il accorda aux réfugiés juifs. On sait qu'en juin 1938, il en avait délivré 200 et que le 27 octobre 1938, il en était à 1 906. On ignore combien de juifs furent sauvés par ses actions mais comme il a donné près de 2 000 visas rien que dans la première moitié de l'année après sa nomination, on peut penser que leur nombre est de plusieurs milliers.

## Après la guerre
Après la victoire des communistes en 1949, Ho suivit le gouvernement nationaliste réfugié à Taïwan. Il fut ensuite ambassadeur de la République de Chine dans divers pays, dont l'Égypte, le Mexique, la Bolivie et la Colombie. Ayant pris sa retraite en 1973, il s'installa à San Francisco en Californie, où il écrivit ses mémoires, My Forty Years as a Diplomat (外交生涯四十年), publiés en chinois en 1990 (et traduits en anglais en 2010).
En 1986, Ho retourna en Chine continentale et se rendit à Changsha pour le 80e anniversaire de la faculté Yali. 
Dans les dernières années de sa vie, une ombre fut portée sur sa carrière : le comité de discipline des fonctionnaires publics de Taïpei l'accusa de malversation lorsqu'il était ambassadeur en Colombie en 1970, accusation qui s'avéra fabriquée par un subordonné qu'il avait refusé de soutenir pour une promotion.
Le 10 septembre 2015, le président taïwanais Ma rendit un hommage posthume à Ho Feng Shan pour ses bons et loyaux services et remit à sa fille un certificat d'appréciation en présence de représentants du gouvernement israélien.

## Décès
Ho Feng-Shan est mort le 28 septembre 1997, à San Francisco, à l'âge de 96 ans, laissant derrière lui un fils, Ho Monto (何曼德, hé màndé), spécialiste taiwano-américain en microbiologie et virologie, ainsi qu'une fille, Ho Manli (何曼禮 / 何曼礼, hé mànlǐ).

## Distinctions

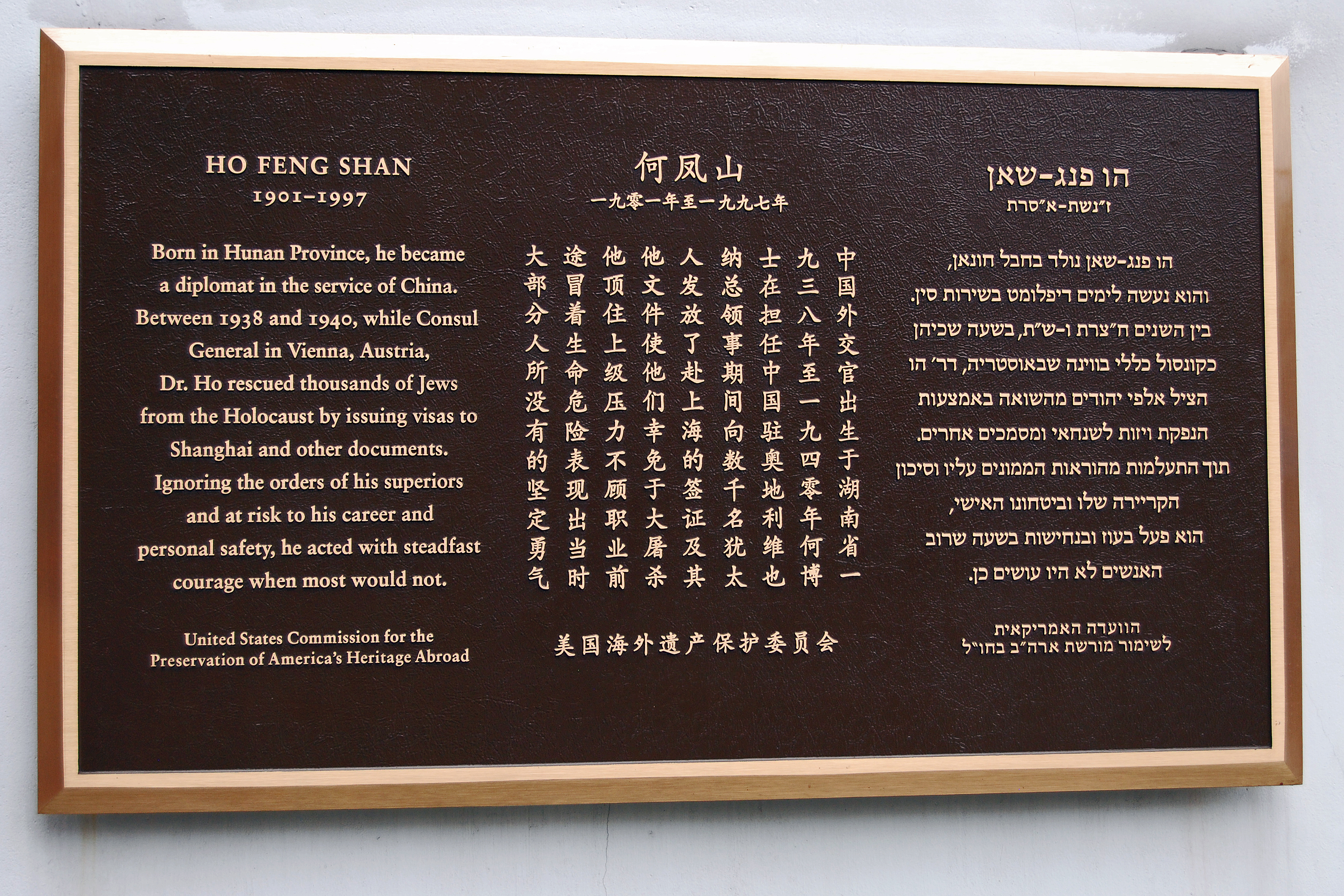
Plaque apposée au musée des réfugiés de Shanghaï en souvenir de Ho Feng Shan.

En 2001, l'organisation israélienne Yad Vashem décerna de façon posthume à Ho Feng Shan le titre de « Juste parmi les nations ».
En 2015, une plaque rappelant les actions de Ho fut dévoilée sur l'ancienne ambassade de la Chine nationaliste à Vienne.

## Publications
- Ho Feng Shan, My Forty Years as a Diplomat, Translated and Edited by Dr. Monto Ho, Dorrance Publishing Co., Inc. Pittsburgh, Pennsylvania, 2010